# Wang Chaoli
Wang Chaoli (chiń. upr. 王朝丽; pinyin Wáng Cháolì; ur. 21 lutego 1974) – chińska zapaśniczka w stylu wolnym. Mistrzyni świata w 1992 i 1993, siódma w 1995. Srebrna medalistka mistrzostw Azji w 1996 roku.